# Delta del Compàs
Delta del Compàs (δ Circini) és una estrella de la constel·lació del Compàs, de magnitud aparent +5,04.
Encara que amb prou feines és la cinquena estrella més brillant de la petita constel·lació de Circinus, Delta Circini és un estel intrínsecament molt lluminós, sent 415.000 vegades més que el nostre Sol. Només la seva enorme distància respecte al sistema solar, aproximadament 3.700 anys llum d'acord amb la nova reducció de les dades de paral·laxi del satèl·lit Hipparcos, fa que no la vegem més brillant. És un estel blau de tipus espectral O9V -encara que també ha estat classificada com O8.5V-, una classe molt escassa entre les estrelles visibles, sent Naos (ζ Puppis) i ζ Ophiuchi dues de les estrelles més brillants de tipus O. Són estrelles summament calentes; la temperatura superficial de Delta Circini és d'aproximadament 33.000 K. Té una massa estimada de 27 masses solars.
Delta Circini és una binària espectroscòpica amb un període orbital de 3,903 dies. L'estrella que acompanya la lluminosa estrella blava pot ser una nana groga similar al Sol. A més és una estrella variable: igual que Spica (α Virginis) és una variable el·lipsoidal rotatòria, mostrant una petita variació en la seva lluentor de 0,154 magnituds.